# دیده ده گروت
دیده ده گروت (زاده ۱۹ دسامبر ۱۹۹۶ در ووردن، هلند) یک تنیس‌باز حرفه‌ای هلندی با ویلچر است که در حال حاضر شماره ۱ جهان در هر دو حالت انفرادی و دونفره است. 
ده گروت ۴۲ بار عنوان قهرمانی را گرند اسلم کسب کرده‌است و رکورد ۲۳ عنوان قهرمانی را در بازی انفرادی و ۱۹ قهرمانی را در بازی دونفره کسب کرده است. ده گروت سه سال، یعنی از زمان شکست در فوریه ۲۰۲۱ از یویی کامیجی تا شکست در مه ۲۰۲۴ از لی شیائوهوی، ۱۴۵ مسابقه داشت و در بخش انفرادی بردهای متعددی کسب کرد.  در طول این رشته، او با کسب هر چهار عنوان گرند اسلم، مدال طلای پارالمپیک، و عنوان قهرمان تنیس با ویلچر در مسابقات ورزشی مسترز را در رشته انفرادی زنان در سال ۲۰۲۱، به اولین گرند اسلم در تاریخ تنیس دست یافت.   سال بعد، او اولین بازیکن در هر دو بخش انفرادی و دونفره گرند اسلم و در دو سال متوالی برنده هر چهار مسابقه گرند اسلم شد و این کار را دوباره این مقام‌ها را در سال ۲۰۲۳ به دست آورد.  در مسابقات آزاد فرانسه ۲۰۲۴، او اولین بازیکنی بود که توانست در گرند اسلم حرفه‌ای پنجگانه پیروز شود.
ده گروت در بخش دونفره، گرند اسلم را در سال ۲۰۱۹ با رقیبش آنیک فان کوت به پایان رساند. وی جدا از عناوینی که در گرند اسلم به دست آورد، چندین عنوان قهرمانی را در تنیس با ویلچر بین سال‌های ۲۰۱۶ تا ۲۰۱۸ در هر دو رشته انفرادی و دونفره و همچنین مدال طلای هر دو رشته را در پارالمپیک ۲۰۲۰ توکیو کسب کرده است.   او بخشی از تیم هلند بود که بین سال‌های ۲۰۱۱ تا ۲۰۱۹ هشت بار قهرمان جام جهانی شد.

## حرفه
ده گروت با بیماری خاصی متولد شد. طول یکی از پاهای او از پای دیگرش کوتاه‌تر بود. او در سن هفت سالگی حرفه تنیس را با ویلچر خود آغاز کرد.  او در تور تنیس با ویلچر آی‌تی‌اف در سال ۲۰۰۹ به عنوان بازیکن نوجوان شروع به بازی کرد. در طول زمانی که در مسابقات آی‌تی‌اف گذراند، در سال ۲۰۱۳ در بازی انفرادی و دونفره بنیاد کرایف جونیور مسترز برنده شد. سال بعد، او برنده مسابقات جونیور مسترز ۲۰۱۴ در بازی دونفره شد. 
ده گروت اولین گرند اسلم خود را در مسابقات آزاد استرالیا ۲۰۱۷ انجام داد. پس از قرار گرفتن در مرحله یک چهارم نهایی در مسابقات آزاد استرالیا و مسابقات آزاد فرانسه ۲۰۱۷، ده گروت اولین عنوان گرند اسلم خود را در مسابقات قهرمانی ویمبلدون ۲۰۱۷ به دست آورد. او تورنمنت‌های گرند اسلم ۲۰۱۷ را با پایان دادن به فینال‌ها در مسابقات آزاد آمریکا ۲۰۱۷ به پایان رساند. او در آغاز سال ۲۰۱۸، مسابقات آزاد استرالیا ۲۰۱۸ را برد و در فینال مسابقات آزاد فرانسه ۲۰۱۸ حضور یافت. ده گروت در اسلم‌های ۲۰۱۸ نیز شرکت کرد و در بخش انفرادی زنان در مسابقات قهرمانی ویمبلدون ۲۰۱۸ و اولین عنوان انفرادی آزاد ایالات متحده را در مسابقات آزاد ایالات متحده در سال ۲۰۱۸ به دست آورد. در سال ۲۰۱۹، ده گروت در مسابقات انفرادی آزاد استرالیا در سال ۲۰۱۹ دوباره عنوان آزاد استرالیا را به دست آورد. در آزاد فرانسه ۲۰۱۹، ده گروت دوران گرند اسلم حرفه‌ای خود را با کسب اولین عنوان انفرادی آزاد فرانسه به پایان رساند. عنوان آزاد فرانسه او همچنین باعث شد که دو گروت به اولین تنیسور با ویلچر تبدیل شود که یک مسابقه غیرنفره را به پایان رساند. گرند اسلم سال تقویمی (برنده هر چهار گرند اسلم انفرادی متوالی، اما نه در یک سال). در مسابقات قهرمانی ویمبلدون ۲۰۱۹، ده گروت با شکست آنیک فان کوت در فینال، به بردهای پشت سر هم در انفرادی پایان داد. در سال ۲۰۲۱، قهرمانی ویمبلدون را با ویلچر بانوان مجرد برد.
در مسابقات دونفره، ده گروت در مسابقات قهرمانی استرالیا، فرانسه و ویمبلدون در سال ۲۰۱۷ نایب قهرمان شد. پس از کسب اولین عنوان دونفره خود در آزاد ایالات متحده در سال ۲۰۱۷، او در سال ۲۰۱۸ در آزاد استرالیا شکست خورد و در مسابقات دونفره در مسابقات دونفره قهرمان شد. ده گروت اولین زن تنیس با ویلچر شد که در مسابقات انفرادی و دونفره زنان در ویمبلدون در جولای ۲۰۱۸ برنده شد. او دومین عنوان دونفره آزاد آمریکا را در سال ۲۰۱۸ در کنار یویی کامیجی کسب کرد. در آزاد استرالیا ۲۰۱۹، ده گروت اولین عنوان قهرمانی دونفره استرالیا را همراه با آنیک فانن کوت در کنار عنوان انفرادی خود در ژانویه ۲۰۱۹ به دست آورد. آزاد فرانسه و ویمبلدون.
خارج از مسابقات گرند اسلم، ده گروت در پارالمپیک تابستانی ۲۰۱۶ در مسابقات انفرادی و دونفره شرکت کرد. در حالی که ده گروت در انفرادی مدال نگرفت، در دونفره زنان به مدال نقره دست یافت.  در مسابقات مسترز، ده گروت در سال ۲۰۱۷ و ۲۰۱۸ مستر تنیس با ویلچر را در انفرادی زنان به دست آورد.   او که در مسابقات دونفره شرکت کرد، در سال ۲۰۱۶ در مسابقات مستر دو نفره با ویلچر با لوسی شوکر و در سال ۲۰۱۷ به همراه مارجولین بویس قهرمان شد.  او همچنین در سال‌های متوالی از ۲۰۱۱ تا ۲۰۱۹ در جام جهانی تیم جهانی بی‌ان‌پی پاریباس ظاهر شده است. در جام تیمی جهانی، ده گروت به عنوان یک نوجوان در سال ۲۰۱۱ قبل از رقابت با یک رقیب تیم جهانی در سال ۲۰۱۲ شروع کرد. 
ده گروت همچنین در بازی‌های پارالمپیک تابستانی ۲۰۲۰ شرکت کرد و مدال‌های طلا را در هر دو حالت انفرادی و دونفره به دست آورد.
ده گروت در مسابقات پارا قهرمانی اروپا ۲۰۲۳ در روتردام هلند با شکست دادن هموطن خود، آنیک فان کوت، در دو ست عنوان یک نفره را به دست آورد. 